# Чад (жаргон)
Чад (англ. Chad) — термин англоязычного сетевого жаргона, используемый для обозначения сексуально активных альфа-мужчин. Нередко используется инцелами и другими группами маносферы для обозначения особенно смелых или компетентных представителей мужского пола.

## Происхождение
Жаргонизм «Чад» возник во время Второй мировой войны и юмористически использовался наравне с «Здесь был Килрой», а в качестве источника имени указывается фильм «Чад Ханна». Свою вторую жизнь термин нашёл в Чикаго и уничижительно обозначал молодого городского американца, как правило, холостого, от двадцати до тридцати лет. [уточнить]
Термин упоминался сатирическим веб-сайтом, посвящённым Lincoln Park Chad Society, вымышленному общественному клубу, расположенному в престижном районе Линкольн-парк Чикаго. Первоначально Чад изображался как выходец из богатых пригородов Чикаго на Северном берегу (Хайленд-Парк, Эванстон, Дирфилд, Нортбрук, Гленвью, Гленко, Уиннетка, Уилметт или Лейк-Форест), который получил BMW на своё 16-летие, получил юридическое или экономическое образование университета Большой Десятки, переехал в Линкольн-парк, женился на «Трикси», а затем вернулся в пригород Норт-Шор.

## Маносфера
Термин часто используется на форумах инцелов для обозначения сексуально активных «альфа-самцов». Внутри маносферы чады считаются наиболее генетически приспособленными. В онлайн-анимационных рисунках в маносфере чад дополнительно помечается фамилией Тандеркок (англ. Thundercock) и часто изображается мускулистым с очень выраженной выпуклостью в промежности. Одно такое изображение в интернет-меме конца 2010-х годов «Девственник и чад» изображало голову Чада в той же форме, что и границы одноимённой страны. В целом это изображение напоминает стереотипы американской моды 1980-х годов и в некоторой степени совпадает со стереотипом спортсмена. Чадов иногда изображают как эстетически привлекательной противоположностью омега- или бета-мужчин. Термин Чад иногда используется как синоним термину slayer. Благодаря таким характеристикам как генетическая одарённость и привилегированность, несмотря на присутствие поверхностности, легкомысленности, высокомерности и откровенной сексуальности, термин Чад используется как уничижительно, так и в качестве комплимента на форумах инцелов.
Женский аналог термину «Чад» на интернет жаргоне — это Стейси (англ. Stacy), или изначально Трикси (англ. Trixie).
В настоящее время «Чад» используется в постироничном ключе для обозначения выигрышного объекта в сравнениях, без привязки к одушевлённости или гендерной принадлежности.